# Wallfahrtskirche Johannes der Täufer (Bilfingen)

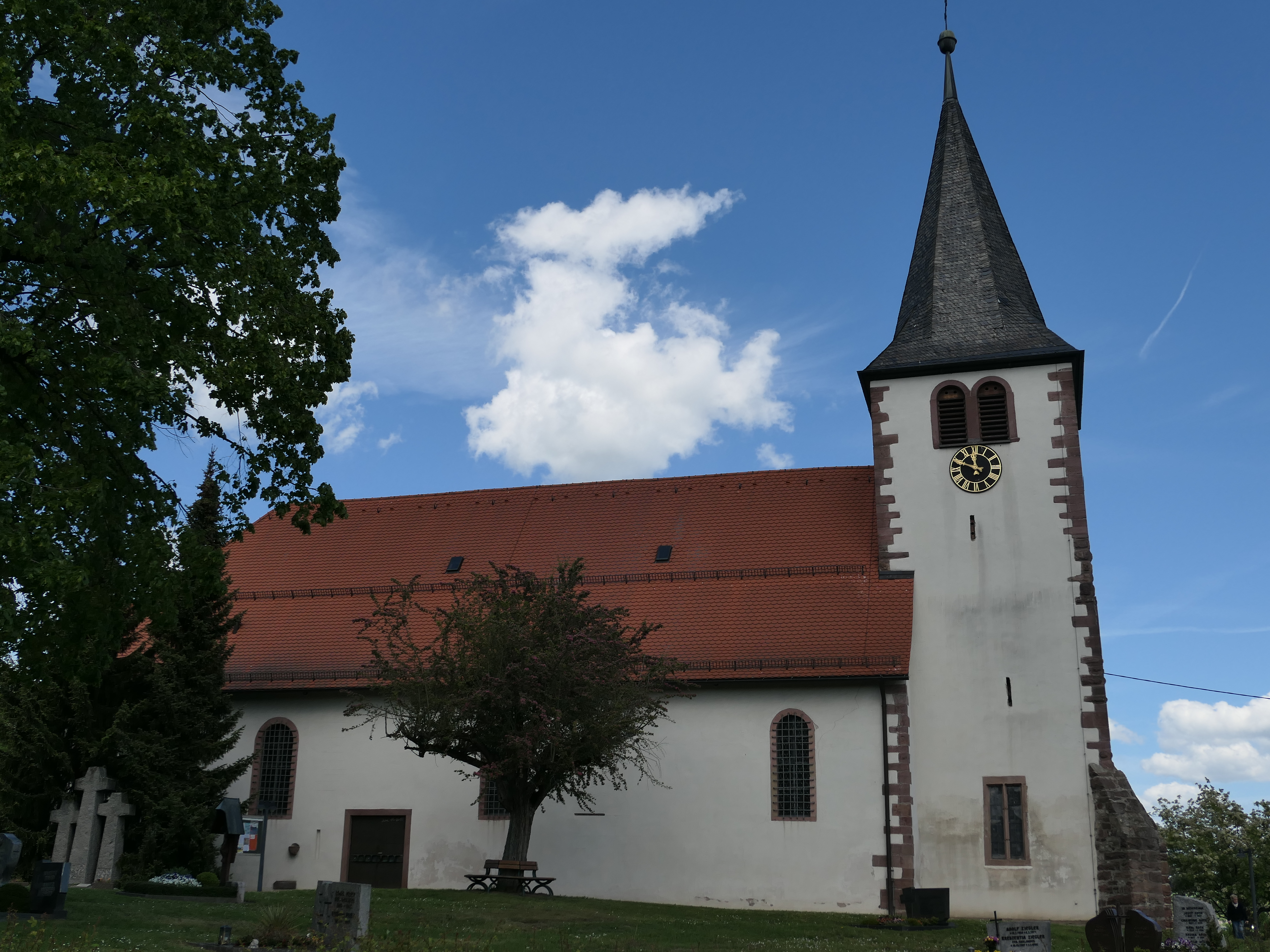
Johanneskirche Bilfingen, Südansicht

Die Wallfahrtskirche Johannes der Täufer steht im Ortsteil Bilfingen der Gemeinde Kämpfelbach im Enzkreis in Baden-Württemberg. Die Kirche ist romanischen Ursprungs und wurde 1415 als Wallfahrt zu St. Johannes dem Täufer bekannt.

## Geschichte
Bilfingen gehörte über die Grafen von Eberstein dem Kloster Frauenalb. Papst Coelestin III. bestätigte 1193 dem Kloster den Besitz. In den darauffolgenden Jahrhunderten weitete Frauenalb den Besitz und die Rechte weiter aus. Im frühen 16. Jahrhundert war das Kloster Alleinherrin über das Doppeldorf Bilfingen-Ersingen. Durch Säkularisation der Benediktinerinnenabtei 1802 fielen die seither verselbständigten Dörfer an Baden. Die früheste Erwähnung der Kirche ist die Jahreszahl 1258 auf einem abgegangenen steinernen Reliquiensarkophag der Ortsheiligen Merwinus und Compoldus. Die Wallfahrtskapelle war Filiale der Pfarrkirche von Ersingen. Erst 1495 wurde die Kapelle in Bilfingen zur selbständigen Pfarrkirche erhoben und der Friedhof um die Kirche angelegt. Die Pfarrei ging nach der Reformation 1598 ein. Nach einer kurzen Wiederbesetzung 1729/30 wurde sie erst 1909 als Pfarrkuratie neu errichtet. 1955/57 sprach sich die Denkmalpflege gegen eine Erneuerung aus. Es wurde an anderer Stelle des Ortes ein Neubau ausgeführt. Da für die katholische Gemeinde die Unterhaltung zweier Kirchengebäude zu teuer wurde, war der Fortbestand der alten Wallfahrtskirche gefährdet. Seit 1967 wird sie als Friedhofskapelle benutzt.

## Baugeschichte

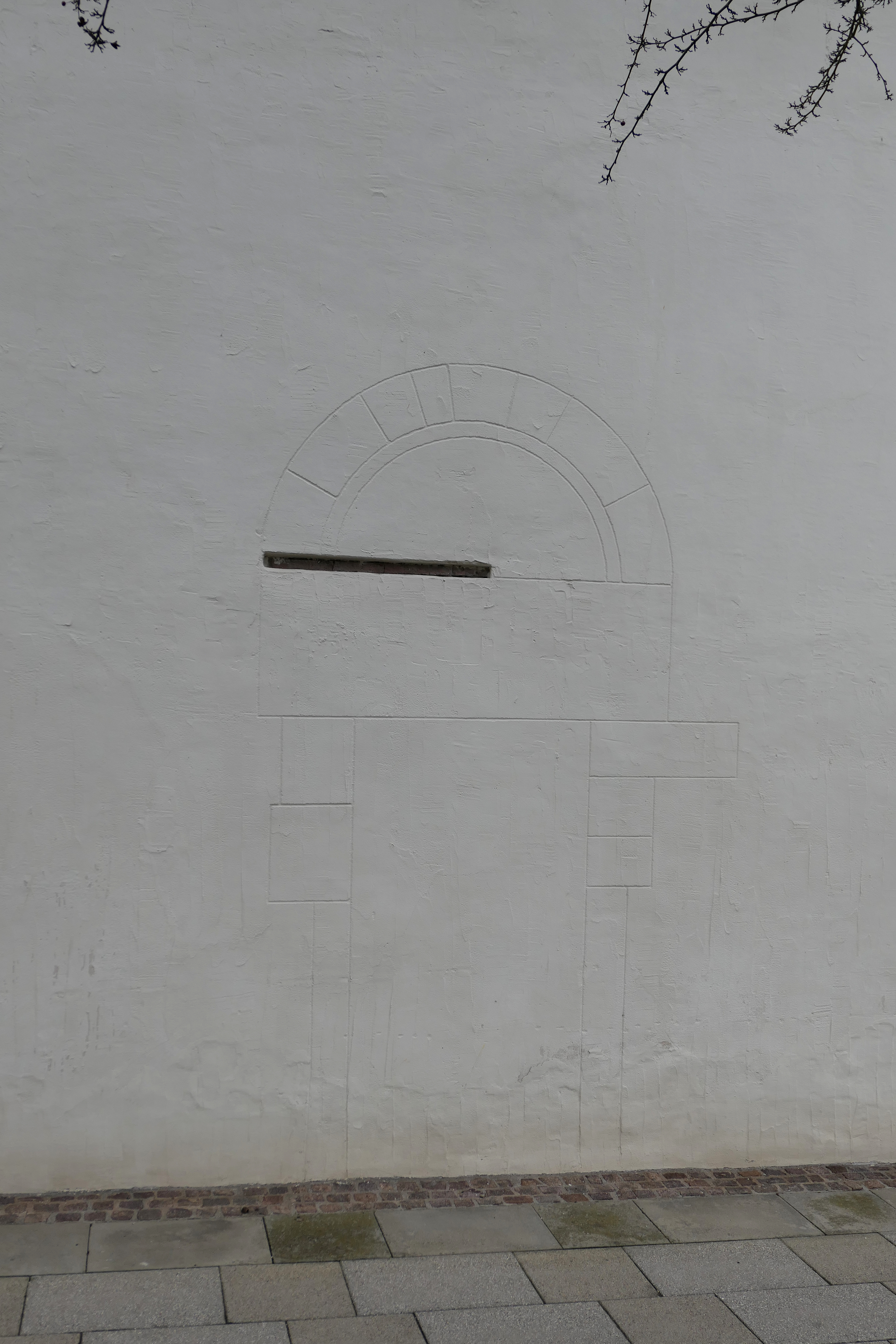
Umriss des romanischen Portals

Die Wallfahrtskirche wurde Anfang des 12. Jahrhunderts vermutlich auf Resten einer Vorgängerkirche aufgebaut. Eine romanische Kapelle mit Anbau im Westen entstand. Auf der Süd- wie auf der Nordseite des Langhauses ist ein jeweils etwa 13 m langes romanisches Mauerstück erhalten. Das im Innern des Langhauses festgestellte Fundament der Westmauer und der als Quader (Spolie) an der Südostecke des Turmes wiederverwendete, mit Schachbrettmuster und Kreuz ornamentierte Werkstein geben Zeugnis der romanischen Periode. Bei Ausschachtungsarbeiten kamen einige profilierte Werkstücke zu Tage wie das Fragment eines Würfelkapitells. Auf der Südseite wurde ein vollständig erhaltenes romanisches Rundbogenfenster mit Quaderbemalung auf der Putzfläche der inneren Laibung und figürlicher Bemalung auf der geputzten äußeren Laibung freigelegt. Die figürliche Malerei in der Fensterlaibung weist in das frühe 13. Jahrhundert. Das Südportal ist ein ungestuftes Sturzportal mit gemauerter Laibung aus unterschiedlich großen Werksteinen und einem Entlastungsbogen aus Keilsteinen, darin ein halbkreisförmiges Tympanon. Am Fuß des Tympanons war eine lateinische Inschrift. Nach der Freilegung 1968 wurde das Portal wieder zugeputzt, da es stark beschädigt war. Die Umrisse wurden eingeritzt.
Ende des 15. Jahrhunderts wurde das Gebäude zur gotischen Pfarr- und Wallfahrtskirche umgebaut. Um 1750 erfolgte der Turmumbau durch die Frauenalber Äbtissin Gertrud von Ichtersheim. In den Jahren 1789 bis 1794 erhielt das romanisch-gotische Langhaus Rundbogenfenster und eine Barockausstattung. 1968 wurde die ehemalige Wallfahrtskirche zur Friedhofskapelle für beide Konfessionen mit Leichenhalle.

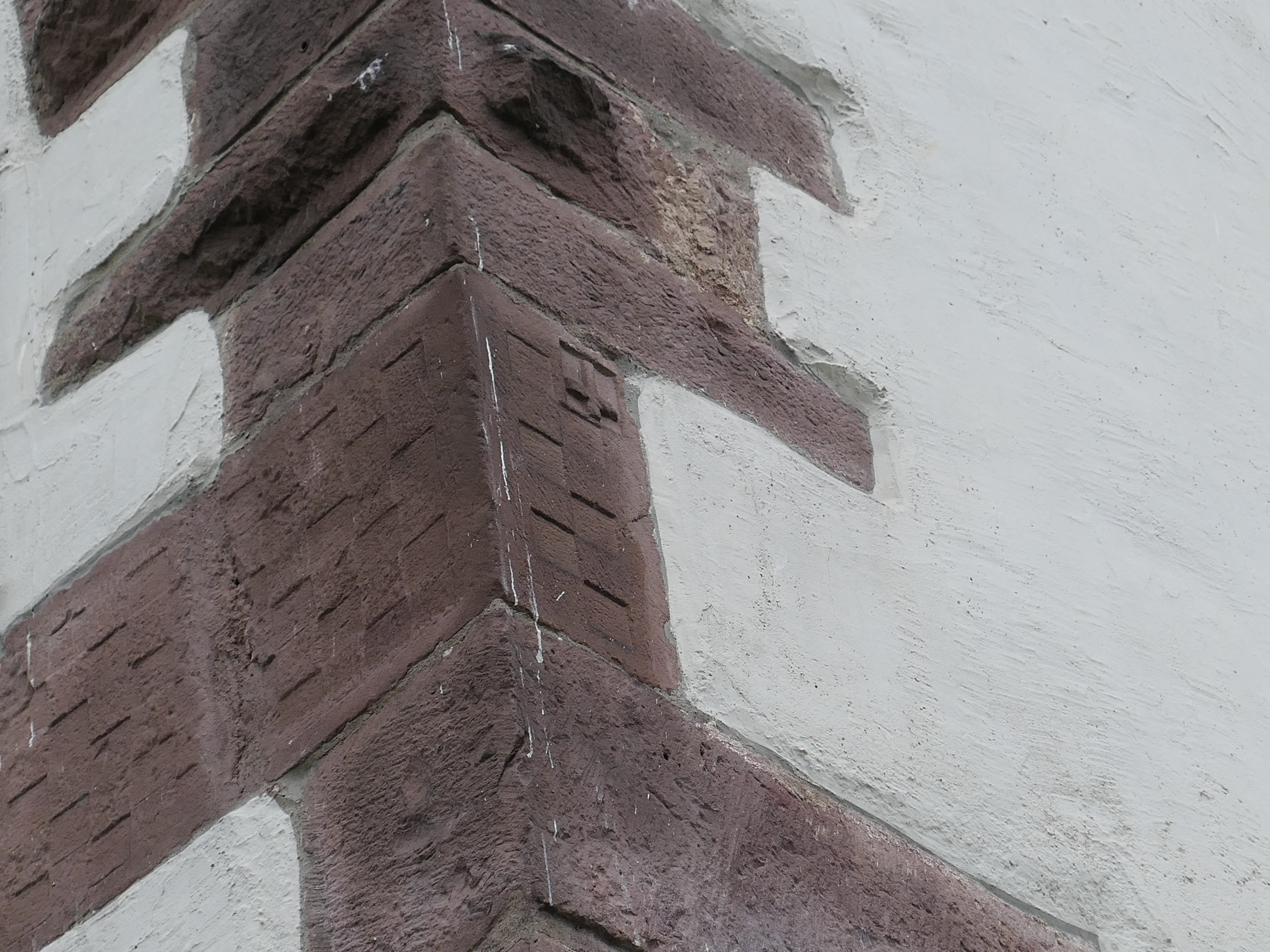
Schachbrettfries kopfüber eingemauert Südostturm
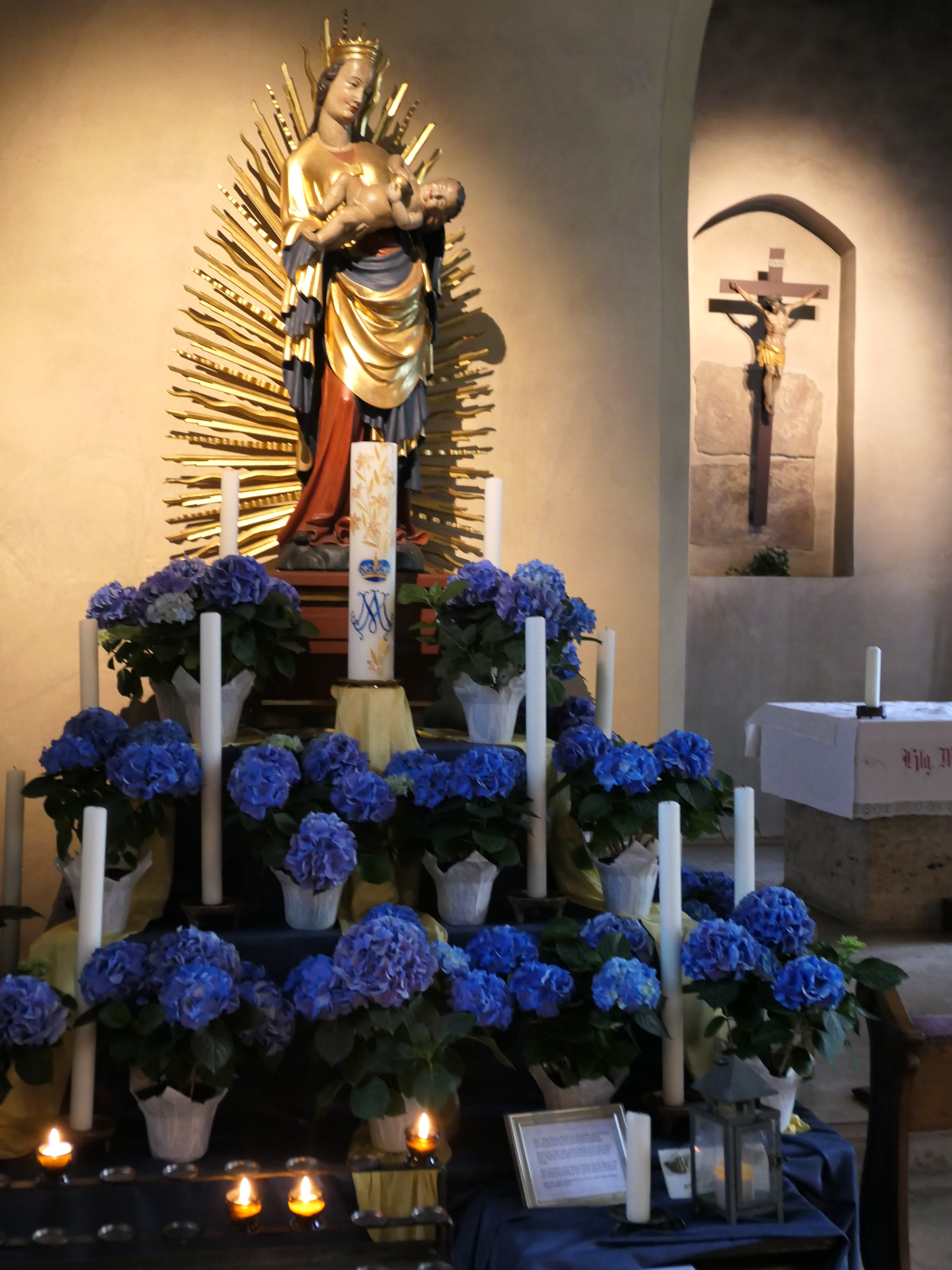
Maialtar
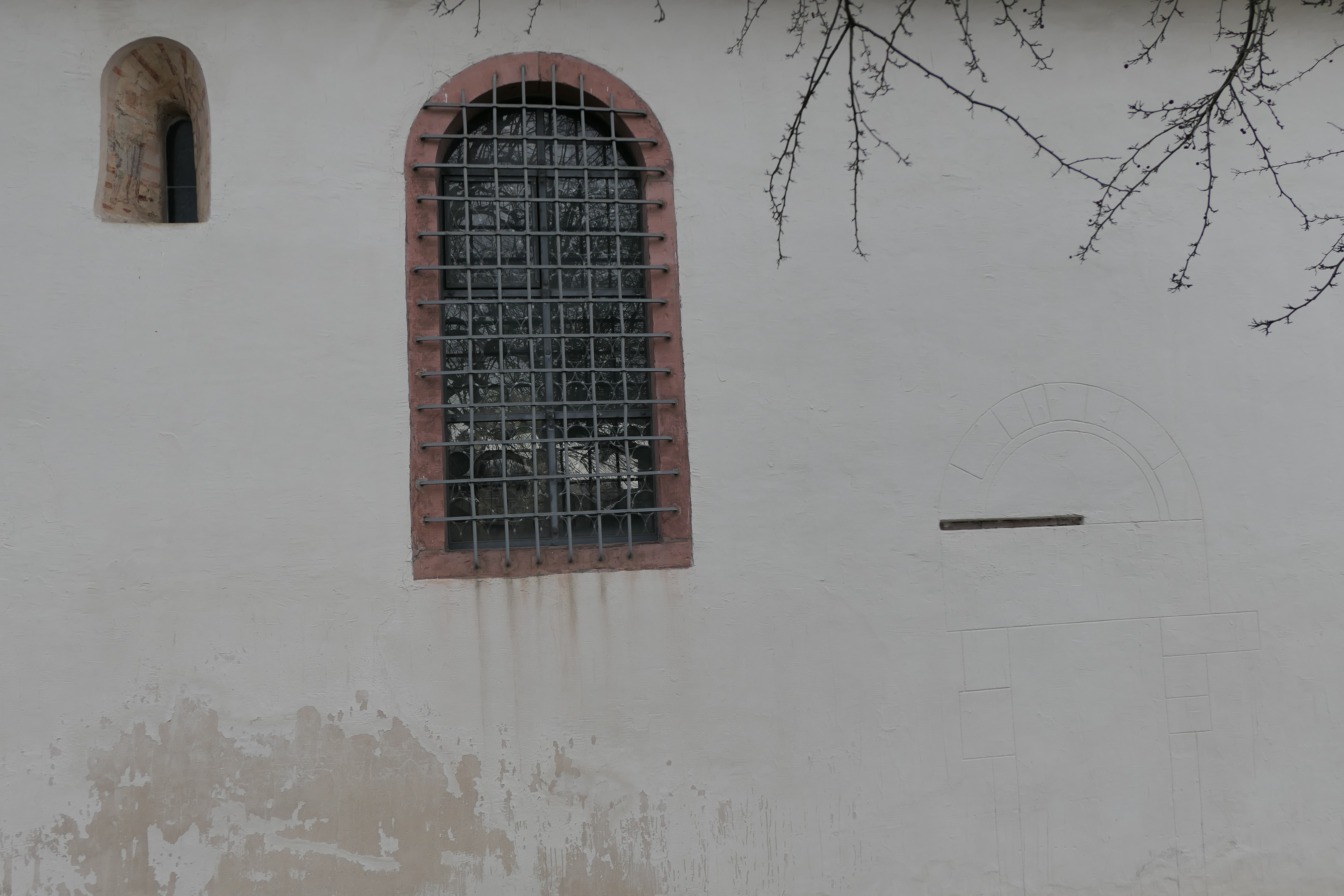
Malerei Fensterlaibung und Tympanon Zeichnung Südportal
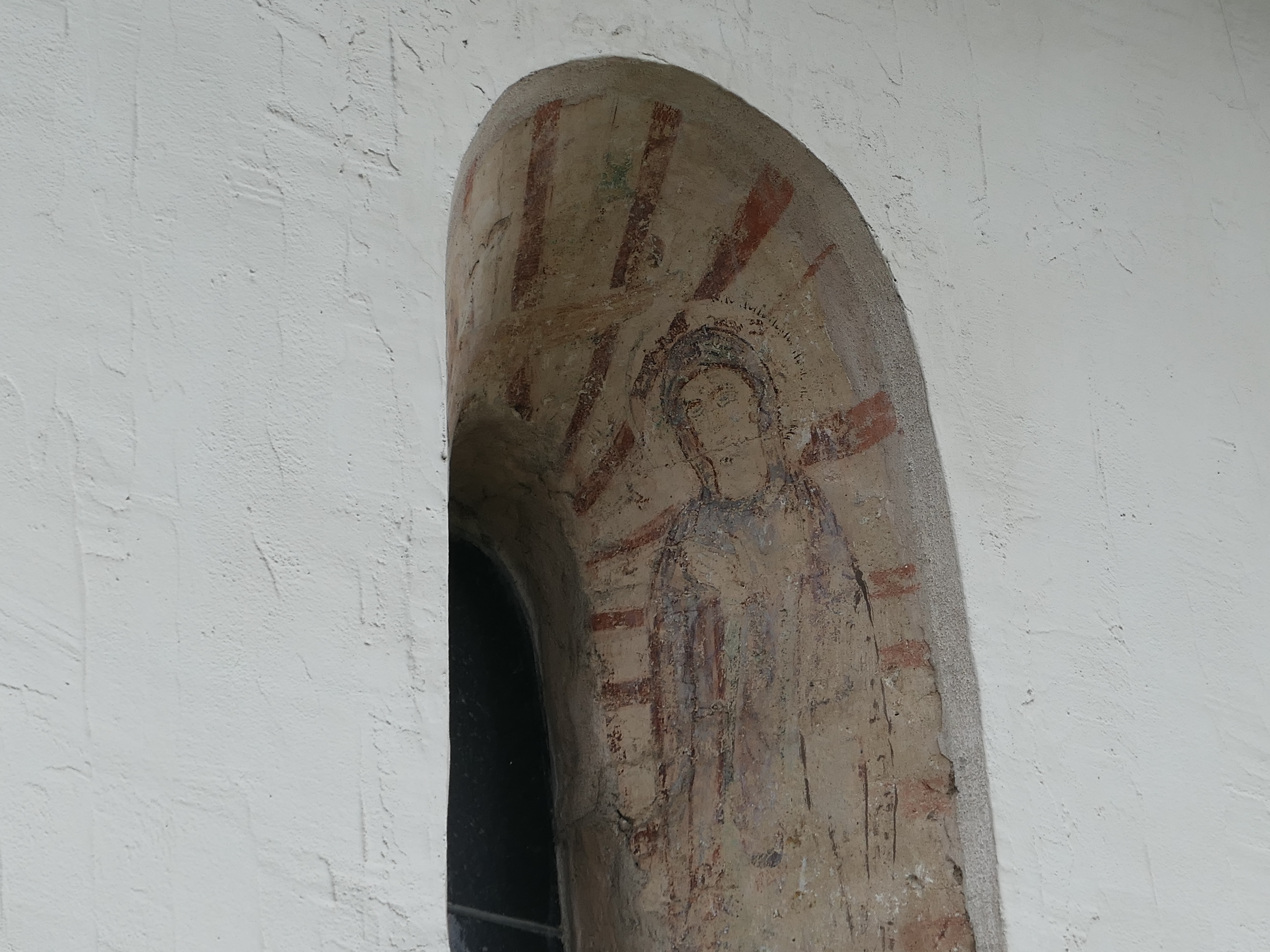
Malerei Johannes